# Pârteștii de Jos (gmina)
Pârteștii de Jos – gmina w Rumunii, w okręgu Suczawa. Obejmuje miejscowości Deleni, Pârteștii de Jos, Varvata i Vârfu Dealului. W 2011 roku liczyła 2778 mieszkańców.